# Raymond Burr

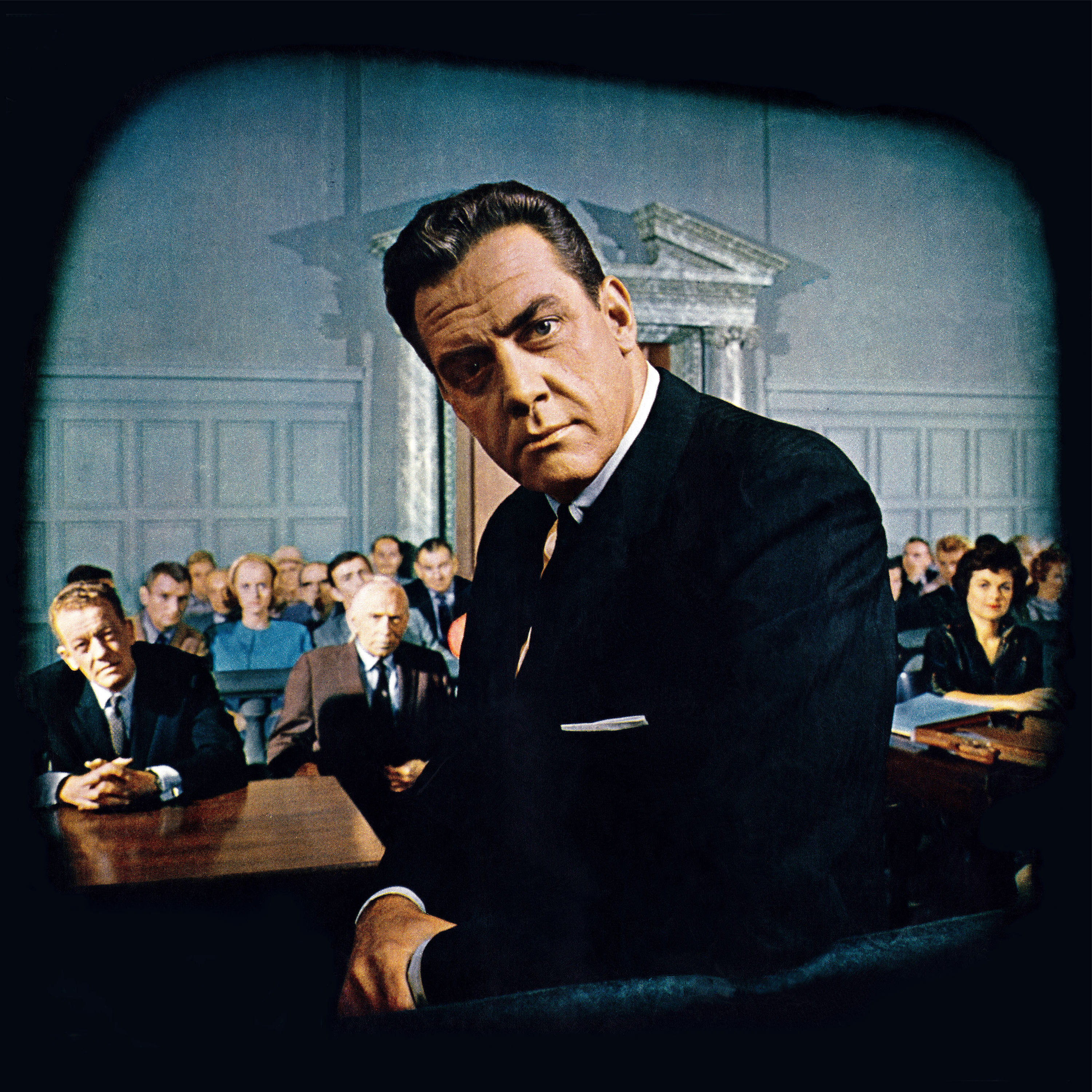
Raymond Burr (1961), im Hintergrund weitere Darsteller der CBS-TV-Serie Perry Mason

Raymond William Stacey Burr (* 21. Mai 1917 in New Westminster, British Columbia; † 12. September 1993 in Sonoma, Kalifornien, Vereinigte Staaten) war ein kanadischer Schauspieler. Bekannt wurde er vor allem durch die Fernsehserien Der Chef und Perry Mason. Für seine Arbeit gewann er zweimal den Emmy. Auch als Filmschauspieler war er erfolgreich, etwa als der Mörder in Das Fenster zum Hof.

## Leben und Werk

### Frühes Leben
In seiner Jugend kam Burr weit herum. Sein Vater zog als Handelsagent mit der Familie nach China. Wieder in Kanada wurde die Ehe der Eltern geschieden, und Burr wuchs bei seiner Mutter, unterstützt von den Großeltern, in Vallejo, Kalifornien auf. Burr nahm Aushilfstätigkeiten an, um die Familie, zu der noch ein jüngerer Bruder und eine Schwester gehörten, zu unterstützen, so als Hilfssheriff in Roswell, New Mexico, als Fotoverkäufer und als Barsänger. In den 1950er-Jahren betrieb Burr eine Kunstgalerie am Rodeo Drive in Los Angeles. Burr besuchte Universitäten in Chongqing (China), Stanford sowie an der Columbia, an der er in späteren Jahren selbst Drama lehrte. Während des Zweiten Weltkrieges diente Burr in der Marine, erlitt einen Bauchschuss und wurde in die Heimat zurückgeschickt.

### Schauspielkarriere
Nach der Rekonvaleszenz zog Burr nach Hollywood. Seine erste substanzielle Filmrolle hatte er in San Quentin (1946), in dem er einen kaltblütigen, sadistischen Killer spielte. Danach spielte er in über 90 Kinofilmen mit. Hervorzuheben ist besonders seine Mitwirkung in dem Hitchcock-Film Das Fenster zum Hof (1954), in dem er der finstere Gegenspieler des auf den Rollstuhl angewiesenen Fotografen (James Stewart) war. Auch in zahlreichen Film noirs der 1940er- und 1950er-Jahre wirkte Burr mit, mit seinem großen, massigen Körperbau fast immer in der Rolle des einschüchternden Antagonisten. So spielte er unter anderem 1948 einen pyromanisch veranlagten Gangsterboss in Flucht ohne Ausweg und einen zwielichtigen Privatdetektiv in Pitfall.

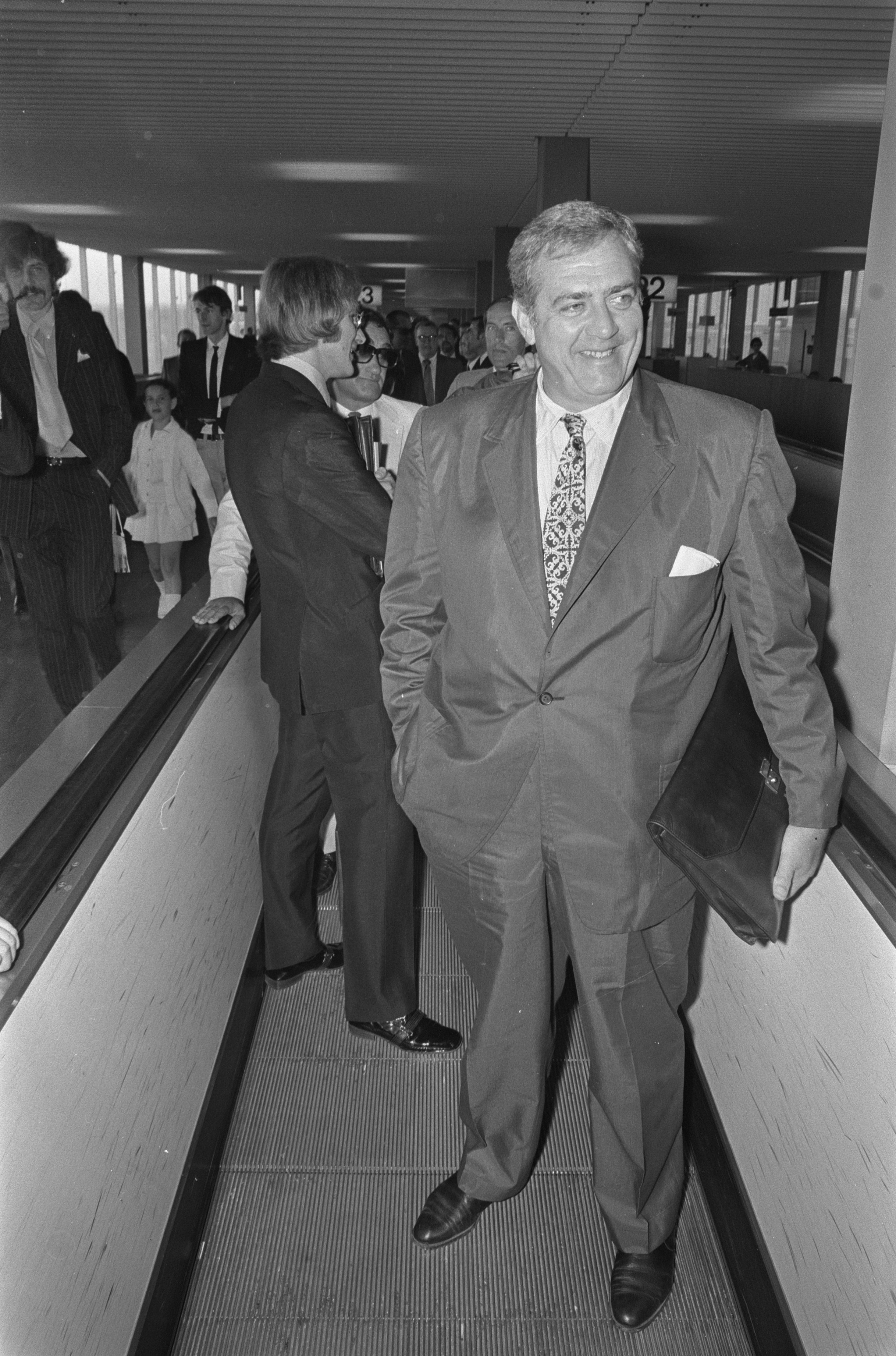
Burr im Jahr 1970

Burr wirkte aber auch in Filmen vieler anderer Genres mit. Er spielte neben Errol Flynn im Abenteuerfilm Die Liebesabenteuer des Don Juan (1948), mit den Marx Brothers in der Komödie Love Happy (1949), in Fritz Langs Drama Gardenia – Eine Frau will vergessen (1953), in Tarzan bricht die Ketten (1953) wie auch im Sci-Fi-Film Die Rückkehr der Außerirdischen (1980). In dem 1951 fertiggestellten, mit sechs Oscars ausgezeichneten Filmdrama Ein Platz an der Sonne spielte er an der Seite von Montgomery Clift und Elizabeth Taylor einen Staatsanwalt. In der amerikanischen Ausgabe des ersten Godzilla-Films (1956) wurden zusätzlich Szenen mit Burr eingefügt, die mittlerweile in Deutschland von Splendid (zusammen mit der deutschen Kinoversion) auf DVD veröffentlicht wurden. In der Neuverfilmung von 1984 spielte er mit einem ähnlichen Rollennamen (1956 war sein Rollenname Steve Martin, 1984 wurde sein Name in Mr. Martin geändert, um Verwechslungen mit dem gleichnamigen Schauspieler zu vermeiden) noch einmal in einem Godzilla-Film mit. Auch in einem 3D-Film, in Der Würger von Coney Island (1954), war Burr einmal zu sehen.
Seine bekanntesten Rollen spielte Raymond Burr allerdings im Fernsehen, so ab 1957 in 271 Folgen den Anwalt Perry Mason in der gleichnamigen Fernsehserie. Die weiteren Hauptdarsteller in der Serie waren Barbara Hale als seine Sekretärin Della Street, William Hopper als Privatdetektiv Paul Drake, William Talman als Staatsanwalt Hamilton Burger und Ray Collins als Lt. Arthur Tragg. Nur ein Jahr nach Einstellung von Perry Mason startete die nächste Serie mit Burr, die ebenfalls ein Dauerbrenner wurde: von 1967 bis 1975 spielte er den im Rollstuhl sitzenden Chief Ironside in 199 Folgen der Krimiserie Der Chef. Ende der 1970er-Jahre wirkte er als Herman Bockweis, ein bayrischer Einwanderer in die USA, an der Historienserie Colorado Saga mit.
Zwischen 1985 und 1995 entstand eine Fortsetzung von Perry Mason als Fernsehreihe mit 30 Fernsehfilmen in Spielfilmlänge, davon 26 Filme mit Burrs Mitwirkung. Von der Originalbesetzung war neben Burr nur noch Barbara Hale als Perry Masons Sekretärin Della Street dabei. Die Rolle von Paul Drake Jr. spielte bis 1988 William Katt, der Sohn von Barbara Hale. Nach seinem Ausscheiden übernahm William R. Moses als Ken Malansky die Rolle des Assistenten.

### Privates
Zu seinen vielfältigen Hobbys zählte Burr vordringlich den Weinanbau und die Orchideenzucht, womit er auch Geld verdiente. Eine seiner Orchideenzüchtungen benannte er nach Barbara Hale. Nach verschiedenen Angaben soll Burr dreimal verheiratet gewesen sein. Jedoch ist nur seine Ehe mit Isabella Ward zwischen 1948 und 1952 belegt. Die weiteren Ehen soll Burr erfunden haben, um seine Homosexualität zu vertuschen. Burr lebte von etwa 1960 bis zu seinem Tod in einer Beziehung mit dem Schauspieler und Orchideenzüchter Robert Benevides (1930–2024), den er in den 1950er-Jahren bei Dreharbeiten zu Perry Mason kennengelernt hatte.
Raymond Burr starb 1993 auf seiner Ranch im Alter von 76 Jahren an einer Krebserkrankung. Der Gedenkgottesdienst wurde im Pasadena Playhouse abgehalten, demselben Theater, in dem er 50 Jahre zuvor sein Bühnendebüt erlebt und dem er später auch als Direktor vorgestanden hatte. Er wurde im Familiengrab der Burrs auf dem Fraser Cemetery in seinem Geburtsort New Westminster bestattet.

## Auszeichnungen
Raymond Burr war sechsmal für einen Emmy nominiert und gewann ihn zweimal:
- 1959 als bester Hauptdarsteller in einer dramatischen Serie für Perry Mason.
- 1961 für eine herausragende Darstellung als Hauptdarsteller in einer Serie für Perry Mason.

Für die Serie Ironside war Burr zweimal für einen Golden Globe nominiert. Auf dem Walk of Fame in Hollywood befindet sich sein Stern bei 6656 Hollywood Blvd.
Die deutschen Stimmen von Raymond Burr waren unter anderem Engelbert von Nordhausen (in Perry Mason), Martin Hirthe (in der Serie Der Chef) und Gert Günther Hoffmann.

## Filmografie (Auswahl)

### Kino
- 1946: Without Reservations
- 1947: In der Klemme (Desperate)
- 1948: Schlingen der Angst (Sleep, My Love)
- 1948: Ohne Erbarmen (Ruthless)
- 1948: Flucht ohne Ausweg (Raw Deal)
- 1948: Pitfall
- 1948: Gangster der Prärie (Station West)
- 1948: Achtung! Atomspione! (Walk a Crooked Mile)
- 1948: Die Liebesabenteuer des Don Juan (Adventures of Don Juan)
- 1949: Graf Cagliostro (Black Magic)
- 1949: Rotes Licht (Red Light)
- 1949: Love Happy
- 1949: Abandoned
- 1950: Ein charmanter Flegel (Key to the City)
- 1951: M
- 1951: Ein Platz an der Sonne (A Place in the Sun)
- 1951: Der Todesfelsen von Colorado (New Mexico)
- 1951: Ein Satansweib (His Kind of Woman)
- 1951: Der rote Falke von Bagdad (The Magic Carpet)
- 1951: Die Braut des Gorilla (Bride of the Gorilla)
- 1951: Mädchen im Geheimdienst (FBI Girl)
- 1952: Zu allem entschlossen (Meet Danny Wilson)
- 1952: Fluch der Verlorenen (Horizons West)
- 1952: Mara Maru (Mara Maru)
- 1953: Banditen von Korsika (The Bandits of Corsica)
- 1953: Gardenia – Eine Frau will vergessen (The Blue Gardenia)
- 1953: Die Schlange vom Nil (Serpent of the Nile)
- 1953: Tarzan bricht die Ketten (Tarzan and the She-Devil)
- 1953: Brennpunkt Algier (Fort Algiers)
- 1954: Der Schürzenjäger von Venedig (Casanova’s Big Night)
- 1954: Der Würger von Coney Island (Gorilla at Large)
- 1954: Das Fenster zum Hof (Rear Window)
- 1954: Verrat am Khyber-Paß (Khyber Patrol)
- 1954: Der Wind des Todes (Passion)
- 1954: Mannequins für Rio (They Were So Young)
- 1954: Godzilla (Extraszenen für US-Filmversion)
- 1955: Man ist niemals zu jung (You’re Never Too Young)
- 1955: Ein Mann allein (A Man Alone)
- 1956: Skrupellos (Great Day in the Morning)
- 1956: Schrei in der Nacht (A Cry in the Night)
- 1956: Duell im Sattel (The Brass Legend)
- 1956: Das war Mord, Mr. Doyle (Crime of Passion)
- 1960: Begierde im Staub (Desire in the Dust)
- 1967: Der Gnadenlose (P.J.)
- 1978: Morgen gibt es kein Erwachen (Tomorrow Never Comes)
- 1980: Out of the Blue
- 1980: Die Rückkehr der Außerirdischen (The Return), auch The Return. Tödliche Bedrohung
- 1982: Die unglaubliche Reise in einem verrückten Raumschiff (Airplane II: The Sequel)
- 1984: Godzilla – Die Rückkehr des Monsters (Gojira) (Extraszenen für US-Filmversion)
- 1991: Jack allein im Serienwahn (Delirious)
- 1991: Wer erschoß Jim Blessing? (Showdown at Williams Creek)

### Fernsehen
- 1951: Dragnet (Fernsehserie, Folge 1x01)
- 1954–1956: Lux Video Theatre (Fernsehserie, 4 Folgen)
- 1957–1966: Perry Mason (Fernsehserie, 271 Folgen)
- 1967: Ein beinah tödlicher Fall (Ironside)
- 1967–1975: Der Chef (Ironside, Fernsehserie, 199 Folgen)
- 1968: Ihr Auftritt, Al Mundy (It Takes a Thief, Fernsehserie, Folge 1x01)
- 1972: The Bold Ones: The New Doctors (Fernsehserie, Folge 4x01)
- 1976: Der Pflichtverteidiger (Mallory: Circumstantial Evidence)
- 1976–1977: Kingston: Confidential (Fernsehserie, 14 Folgen)
- 1978–1979: Colorado Saga (Centennial, Miniserie, 11 Folgen)
- 1979: Love Boat (The Love Boat, Fernsehserie, 2 Folgen)
- 1979: Die Weiche steht auf Tod (Disaster on the Coastliner) (Fernsehfilm)
- 1980: Der Fluch des Tut-Ench-Amun (The Curse of King Tut’s Tomb) (Fernsehfilm)
- 1980: Die Nacht, als der Terror tobte (The Night the City Screamed) (Fernsehfilm)
- 1992: Kampf um Georgia (Grass Roots) (Fernsehfilm)
- 1993: Der Chef kehrt zurück (The Return of Ironside) (Fernsehfilm)

#### Perry-Mason-Fernsehfilme
- 1985: Perry Mason kehrt zurück (Perry Mason Returns)
- 1986: Perry Mason und die eigensinnige Nonne (Perry Mason: The Case of the Notorious Nun)
- 1986: Perry Mason und der Mord im Studio (Perry Mason: The Case of the Shooting Star)
- 1987: Perry Mason und Die verlorene Liebe (Perry Mason: The Case of the Lost Love)
- 1987: Perry Mason: Das Hotel des Schreckens (Perry Mason: The Case of the Sinister Spirit)
- 1987: Perry Mason und Die verheiratete Dirne (Perry Mason: The Case of the Murdered Madam)
- 1987: Perry Mason und der gewissenloser Lump (Perry Mason: The Case of the Scandalous Scoundrel)
- 1988: Perry Mason und die Fehlurteile (Perry Mason: The Case of the Avenging Ace)
- 1988: Perry Mason: Die Tote im See (Perry Mason: The Case of the Lady in the Lake)
- 1989: Perry Mason: Seminar des Todes (Perry Mason: The Case of the Lethal Lesson)
- 1989: Perry Mason und der musikalische Mord (Perry Mason: The Case of the Musical Murder)
- 1989: Perry Mason und die Welt der Sportheroen (Perry Mason: The Case of the All-Star Assassin)
- 1990: Perry Mason und der vergiftete Cocktail (Perry Mason: The Case of the Poisoned Pen)
- 1990: Perry Mason und der falsche Tote (Perry Mason: The Case of the Desperate Deception)
- 1990: Perry Mason und der Tod eines Idols (Perry Mason: The Case of the Silenced Singer)
- 1990: Perry Mason und der Trotzkopf (Perry Mason: The Case of the Defiant Daughter)
- 1991: Perry Mason und die skrupellose Sensationsreporterin (Perry Mason: The Case of the Ruthless Reporter)
- 1991: Perry Mason und der glücklose Freund (Perry Mason: The Case of the Maligned Mobster)
- 1991: Perry Mason und der gläserne Sarg (Perry Mason: The Case of the Glass Coffin)
- 1991: Perry Mason und das Loch im Alibi (Perry Mason: The Case of the Fatal Fashion)
- 1992: Perry Mason und die Kunst des Malens (Perry Mason: The Case of the Fatal Framing)
- 1992: Perry Mason und der schamlose Romeo (Perry Mason: The Case of the Reckless Romeo)
- 1992: Perry Mason und die tödliche Hochzeit (Perry Mason: The Case of the Heartbroken Bride)
- 1993: Perry Mason: Die Formel ewiger Schönheit (Perry Mason: The Case of the Skin-Deep Scandal)
- 1993: Perry Mason und der Tote am Telefon (Perry Mason: The Case of the Telltale Talk Show Host)
- 1993: Perry Mason und der Kuß des Todes (Perry Mason: The Case of the Killer Kiss)